# Sarkofag małżonków
Sarkofag małżonków – sarkofag antropomorficzny z końca VI w. p.n.e. wykonany z terakoty, przykład sztuki etruskiej. Należy do zbiorów Narodowego Muzeum Etruskiego w Rzymie. 
Sarkofag został odnaleziony w 1881 r. w czasie wykopalisk prowadzonych w nekropolii Banditaccia w Cerveteri (starożytnym Caere). Felice Barnabei, założyciel Muzeum Etruskiego, zakupił sarkofag rozbity na ponad 400 fragmentów. Rzeźba mierzy 1,14 m x 1,9 m i jest wykonana z terakoty, materiału typowego dla sztuki etruskiej. Powstała w latach 530–520 p.n.e., wykonana z czterech oddzielnie odciśniętych i wypalonych części. W sarkofagu prawdopodobnie złożono prochy jednego lub obojga zmarłych małżonków. Rzeźba była pomalowana na jaskrawe kolory, o czym świadczą pozostałości farby. 
Rzeźba przedstawia małżeństwo na wspólnej uczcie w życiu pośmiertnym. Mężczyzna o nagim torsie i resztą ciała okrytą płaszczem otacza czułym gestem ramiona żony. W stroju kobiety wyróżniają się nakrycie głowy i buty z uniesionym czubkiem. Półleżąca pozycja w czasie spożywania posiłku, w jakiej wyrzeźbiono małżonków, jest typowa dla uczt w różnych starożytnych kulturach. Wizerunek małżeństwa dzielącego bankietową kanapę jest typowy dla kultury Etrusków, podczas gdy uczty znane ze zdobień na greckich wazach, zgodnie z tamtejszym zwyczajem, przedstawiają jedynie mężczyzn.
Uśmiechnięte twarze, migdałowe oczy i długie splecione włosy są typowe dla rzeźby etruskiej. Również zachwianie proporcji odróżnia je od doskonałej pod tym względem rzeźby greckiej: istnieje wyraźny kontrast pomiędzy dokładnym reliefem popiersi i mocno uproszczonymi nogami. Uwaga artysty koncentruje się na wyższych partiach ciała przedstawionych postaci, zwłaszcza ekspresywnych twarzach i ruchach rąk. W dłoniach figur brakuje przedmiotów, zdaniem Freda S. Kleinera kobieta mogła trzymać fiolkę perfum i owoc granatu, a mężczyzna jajko, mogły to być również utensylia stołowe.
Podobny sarkofag, również pochodzący z Cerveteri, znajduje się w zbiorach Luwru w Paryżu.